# Koktebel' (film)
Koktebel' (Коктебель) è un film del 2003 diretto da Aleksej Popogrebskij e Boris Chlebnikov.

## Trama
Al centro della trama ci sono un padre e suo figlio, che intraprendono un viaggio da Mosca a Koktebel', durante il quale incontrano varie persone e non tutte sono gentili con loro.